# Jack Ruby
Jack Leon Ruby, oorspronkelijke naam Jacob Leon Rubenstein (Chicago, 25 maart 1911 – Dallas (Texas), 3 januari 1967), was een Amerikaanse nachtclubeigenaar uit Dallas. Hij schoot Lee Harvey Oswald neer op 24 november 1963, twee dagen nadat Oswald was gearresteerd wegens verdenking van de moord op president John F. Kennedy.

## Biografie
Ruby werd geboren in een Pools/Joods immigrantengezin in Chicago in 1911. Er zijn verschillende geboortedata van hem, van maart tot juni in dat jaar en ook verschillende data werden gegeven door Ruby op verschillende tijdstippen. Hij was de vijfde in een gezin van acht kinderen en had een moeilijke jeugd en puberteit, gemarkeerd door criminaliteit en pleeggezinnen. Hij zat in het leger tijdens de Tweede Wereldoorlog, maar diende niet aan het front. Nadat hij uit het leger werd ontslagen, verhuisde hij naar Dallas en werkte als manager in nacht- en stripclubs en als agent voor artiesten.
Ruby had vaak een revolver bij zich. Hij kreeg wereldwijde aandacht, nadat hij Oswald had neergeschoten, een daad waarvan hij zei dat het een spontane actie was (spur of the moment) toen de mogelijkheid zich voordeed. De moord was rechtstreeks te zien op televisie, een primeur. Oswald werd juist van gevangenis verplaatst. De revolver die Ruby gebruikte was een Colt Cobra van het .38 special kaliber.
Ruby zei dat hij Oswald vermoord had, zodat Kennedy's weduwe Jacqueline Kennedy geen getuigenis hoefde af te leggen. Sommigen suggereren dat hij door de maffia, anderen dat hij door de Mossad was gevraagd Oswald neer te schieten en/of dat er een samenzwering was geweest om de president te vermoorden en dat Oswald werd neergeschoten, zodat hij geen getuigenis kon afleggen. Verdenkingen werden gevoed door het feit dat Ruby vrijelijk een zogenaamd beveiligde zone in kon, met een revolver, minuten voordat de vermoedelijke moordenaar van de president van de Verenigde Staten naar buiten zou komen. Anderen zeggen dan weer dat Ruby een instabiele man was die net op het politiebureau aankwam na geld te hebben gestort voor een werknemer, terwijl Oswalds vertrek vertraging had opgelopen, doordat hij zich nog moest omkleden.
Op 14 maart 1964 werd hij schuldig bevonden aan de moord op Oswald. Er werd beroep aangetekend bij het Texas Supreme Court, waarin werd beargumenteerd dat Ruby nooit een eerlijk proces had kunnen krijgen in Dallas door de uitgebreide verslaggeving rondom de zaak. Er werd besloten dat zijn verzoek om een andere locatie voor de rechtszaak had moeten worden ingewilligd en zijn veroordeling en doodstraf werden ongeldig verklaard. Ruby overleed aan een longziekte in de gevangenis op 3 januari 1967, voordat hij opnieuw voor de rechtbank kon verschijnen. Hij ligt begraven op de Westlawn Cemetery in Chicago.